# Marcel Langer (1917-1990)
Pour les articles homonymes, voir Langer.
Cet article concerne l'aviateur et Compagnon de la Libération français. Pour le membre des brigades internationales et résistant, voir Marcel Langer (1903-1943).
Marcel Langer, né à Saint-Aubin-Sauges, le 24 septembre 1917, et mort à Bordeaux, le 4 novembre 1990, est un militaire français, Compagnon de la Libération par décret du 20 novembre 1944. Aviateur répondant à l'appel du général de Gaulle au début de la Seconde Guerre mondiale, il combat en Afrique, au Moyen-Orient, sur le front de l'Ouest et au Bengale. Restant un temps dans le domaine de l'aéronautique après la guerre, il rejoint ensuite le groupe Air liquide dont il devient directeur général adjoint, avant de prendre sa retraite.

## Biographie

### Avant-guerre
Fils d'un ingénieur, Marcel Langer naît le 24 septembre 1917 à Saint-Aubin en Suisse. Il est le frère aîné d'Arnaud Langer, lui aussi Compagnon de la Libération. Entré à l'École polytechnique, il effectue sa première année lorsque éclate la Seconde Guerre mondiale. Volontaire pour l'Armée de l'Air, il part pour Versailles afin d'y suivre une formation de pilote de chasse.

### Seconde Guerre mondiale
Ayant obtenu son brevet de pilote et promu sous-lieutenant, Marcel Langer est affecté le 10 juin 1940 à la base de Cazaux. Il découvre sur place une centaine d'appareils neufs de fabrication américaine et tente en vain de convaincre le général commandant la base de faire passer ceux-ci en Angleterre après qu'il eut entendu l'appel du général de Gaulle. 
Il décide alors de rejoindre Londres et embarque à Port-Vendres en compagnie de son frère pour arriver dans la capitale britannique en mi-juillet après être passé par Oran et Casablanca. Envoyé au dépôt d'Odiham, il intègre les rangs de l'escadrille Topic des Forces aériennes françaises libres. Au sein de cette unité, il gagne l'Afrique dès octobre 1940 et combat dans les cieux du Nigéria, du Soudan et de l'Égypte. Il est muté en juin 1941 dans le Groupe réservé de bombardement no 1 et part combattre les Italiens en Abyssinie. 
Promu lieutenant en août, il est déplacé à Damas avec le groupe de bombardement qui, le mois suivant, prend l'appellation de Groupe de bombardement Lorraine. Avec l'escadrille "Metz" de ce dernier, il participe jusqu'en février 1942 à une cinquantaine de missions contre l'Afrikakorps d'Erwin Rommel dans le cadre de la guerre du désert. Il est détaché à la Royal Air Force en avril 1942 et, pilotant des appareils pour la Aircraft Delivery Unit Middle East, assure le convoyage d'armes et d'avions au profit des troupes basées en Égypte, au Kenya et aux Indes. 
Il retrouve le groupe Lorraine le 30 septembre 1942, cette fois dans l'escadrille "Nancy", et avec lui embarque à destination de l'Angleterre en vue des opérations sur le front de l'Ouest. Promu capitaine et prenant le commandement de son escadrille, Marcel Langer effectue jusqu'en juillet 1944 une quarantaine de missions au-dessus de la France, en particulier des attaques sur les bases de lancement de V1. 
Il est ensuite affecté au cabinet militaire du ministre de l'Air Charles Tillon de septembre 1944 à mars 1945 puis, à sa demande, il est muté au no 357 Squadron basé au Bengale britannique. Avec cette unité, il combat les troupes japonaises sur le front oriental jusqu'en septembre 1945. 
Après la capitulation du Japon, il rentre en France avec le grade de commandant et compte à son actif 113 missions de guerre.

### Après-guerre
Après la guerre, Marcel Langer réintègre l'École polytechnique afin d'y terminer son cursus. Restant un temps dans l'aéronautique, il est pilote de ligne pour les Transports aériens intercontinentaux, puis devient directeur des vols à l'École nationale de l'aviation civile. Après avoir été contrôleur en vol au secrétariat général à l'Aviation civile et commerciale, il abandonne l'aviation.
Il entre dans la section médicale du groupe Air liquide. Il se spécialise dans l'étude des maladies respiratoires en s'employant à faire de l'entreprise un partenaire important du service public hospitalier. Après être devenu directeur général adjoint du groupe, il prend sa retraite en 1978 et s'installe à Condom dans le Gers. 
Marcel Langer meurt à Bordeaux le 4 novembre 1990. Il est inhumé dans le hameau de Herret, de la commune de Condom.

## Décorations
|  |  |  |  |  |  |
|  |  |  |  |  |  |

| Commandeur de la Légion d'Honneur        | Commandeur de la Légion d'Honneur        | Compagnon de la Libération               | Compagnon de la Libération              | Croix de Guerre 1939-1945               | Croix de Guerre 1939-1945               |
| Distinguished Flying Cross (Royaume-Uni) | Distinguished Flying Cross (Royaume-Uni) | Distinguished Flying Cross (Royaume-Uni) | Distinguished Flying Cross (États-Unis) | Distinguished Flying Cross (États-Unis) | Distinguished Flying Cross (États-Unis) |